# Anya Berger
Pour les articles homonymes, voir Bostock et Berger (homonymie).
Anya Berger, également appelée Anna Bostock, née Anna Zisserman en 1923 à Harbin (Chine) et morte le 23 février 2018 à Genève, est une traductrice russo-britannique, critique littéraire, communiste, féministe et intellectuelle.

## Biographie
Anya Berger naît en 1923 à Harbin. Ses parents sont Wladimir Zisserman, un propriétaire terrien russe tandis que sa mère, Matilda Glogau, est issue de la bourgeoisie juive de Vienne. La famille est contrainte de quitter la Russie à la suite de la révolution russe. En 1936, Anna Berger rejoint Vienne pour y vivre avec la famille de sa mère. En 1938, après l'annexion de l'Autriche, elle fuit Vienne en train pour rejoindre une connaissance anglaise à Londres. Elle y étudie à l'école de filles de Saint-Paul, avant d'obtenir une bourse pour suivre les cours de langues modernes à Oxford. Elle abandonne cependant ses études pour travailler pour Reuters en tant que traductrice de temps de guerre. Elle traduit notamment les nouvelles du Front de l'Est.
En 1942, elle épouse l'officier du renseignement Stephen Bostock, ils ont deux enfants, Nina et Dima. Après la fin de la guerre, ils divorcent. Anya Bostock s'installe à New York pour travailler comme traductrice aux Nations unies. Lorsque leur père les enlève pour les ramener en Grande-Bretagne, le litige concernant leur garde est porté devant les tribunaux et dans la presse.
Anna Bostock retourne à Londres, où elle prend part à un cercle intellectuel de gauche autour d'Eric Hobsbawm, Doris Lessing et Mordecai Richler. Elle trouve un emploi en tant que critique littéraire au Manchester Guardian et en tant que rédactrice chez les éditeurs Methuen et Hutchinson, et commence à traduire des livres du russe et de l'allemand vers l'anglais. Sous le nom Anna Bostock, elle traduit des œuvres de Trotski, Lénine, Karl Marx, Ernst Sigismund Fischer, György Lukács, Ilja Ehrenburg, Wilhelm Reich et un livre sur les chats de Paul Eipper, entre autres,. Elle entretient pendant un temps une relation avec l'artiste Peter de Francia et ils traduisent ensemble Le Modulor de Le Corbusier en anglais et sont tous les deux cités dans la dédicace du premier roman de John Berger A Painter of Our Time. Anya Berger connaissait l'écrivain depuis 1951 mais ce n'est qu'à partir de cette période qu'ils entretiennent une relation et ils ont ensemble deux enfants, Katya Berger et Jacob Berger. John et Anya Berger traduisent ensemble des textes d'Hélène Weigel et des poèmes de Bertolt Brecht.
En 1958, elle change son nom pour Anya Berger par acte formaliste unilatéral puis voyage à travers l'Europe à moto en compagnie de John Berger et se rend également en Union soviétique pour la première fois. Ils habitent un temps en France puis finissent par s'établir à Meyrin, en Suisse. Elle y travaille de nouveau comme traductrice pour l'ONU. Sa relation avec John Berger prend fin en 1970. Anya Berger s'implique dans le mouvement féministe émergent et fonde un groupe de réunion pour les femmes à Meyrin. Le groupe se retrouve dans l’appartement de Anya Berger et les hommes ne sont pas autorisés à y participer, le but étant pour ces femmes de se retrouver entre elles et de pouvoir parler de leur condition dans la société, de leurs droits, leur corps, leur sexualité. John Berger lui dédie le roman G ainsi qu'à ses « sœurs du mouvement des femmes » en 1972. La dernière traduction de Anya Berger est Gesture and speech d'André Leroi-Gourhan en 1993.

## Publications
- Mona Chollet, « Comment je me suis sortie de la merde, par Anya Berger », sur La méridienne, 29 mai 2023 (consulté le 11 mai 2024)

## Traductions (sélection)
- Ilya Ehrenbourg : Julio Jurenito, avec Yvonne Kapp . Londres : MacGibbon & Kee, 1958
- Bertolt Brecht : Poèmes sur le théâtre, traduction John Berger, Anna Bostock. Northwood : Presse Scorpion, 1961
- Ernst Fischer : L'art contre l'idéologie, Londres : Allen, 1969
- Walter Benjamin : Comprendre Brecht, Présentation de Stanley Mitchell. Londres : BNL, 1973
- Georg Lukacs : Âme et forme. Londres : Presse Merlin 1974
- Ernst Fischer : La nécessité de l'art : une approche marxiste. Harmondsworth, ing., éditions Penguin 1981

## Filmographie
- 1972 : « Ways of Seeing (TV Mini Series 1972) - IMDb » (consulté le 30 mars 2023).